# Aek Nagali
Aek Nagali is een bestuurslaag in het regentschap Asahan van de provincie Noord-Sumatra, Indonesië. Aek Nagali telt 2037 inwoners (volkstelling 2010).